# Alexander Falk (Handballspieler)
Alexander Falk (* 30. Oktober 1997) ist ein deutscher Handballspieler.

## Karriere
Alexander Falk begann das Handballspielen mit 7 Jahren bei der TSG Friesenheim. In der Saison 2015/16 spielte er ein Jahr für den TV Hochdorf in der 3. Liga. 2016 kehrte er nach Friesenheim zurück und spielte für das Zweitligateam der Eulen Ludwigshafen. 2017 gelang ihm mit den Eulen der Aufstieg in die 1. Bundesliga. Nach 4 Jahren stiegen sie 2021 wieder in die 2. Bundesliga ab.